# Normannische Eroberung von Wales

Karte der walisischen Königreiche gegen Ende des 11. Jahrhunderts

Die normannische Eroberung von Wales war der Versuch der Normannen, nach der Eroberung Englands nach 1066 auch Teile der walisischen Fürstentümer zu erobern. Im Gegenzug zur Eroberung von England unternahm jedoch nicht der König direkt, sondern vor allem einzelne Adlige im königlichen Auftrag den Kampf gegen die Waliser. Das Hauptaugenmerk der normannischen Könige lag dagegen in der Sicherung ihrer Herrschaft in England und der Normandie. Die begrenzten Mittel der einzelnen Adligen führten mit dazu, dass die Kämpfe sich über mehrere Jahrzehnte hinzogen und dennoch nicht zur vollständigen Eroberung von Wales führten. Bis zum Tod von König Heinrich I. waren weite Teile von Südwales und Teile von Nord- und Mittelwales erobert worden. Durch den walisischen Aufstand nach dem Tod von König Heinrich I. wurden wieder weite Gebiete von der Herrschaft der Normannen befreit. Während der Anarchy, dem Thronfolgestreit zwischen König Stephan und Kaiserin Matilda, konnten vor allem die Fürsten von Deheubarth und Gwynedd weitere Gebiete zurückerobern. König Heinrich II. versuchte, durch mehrere Feldzüge die normannische Herrschaft bzw. Oberherrschaft wiederherzustellen, doch erst 1283, also über 200 Jahren nach ihrem Beginn, wurde die Eroberung von Wales durch die Normannen bzw. Anglonormannen durch König Eduard I. abgeschlossen.

## Verlauf der Eroberung unter Wilhelm dem Eroberer und Wilhelm Rufus
Bereits vor der normannischen Eroberung 1066 hatten die Angelsachsen unter Führung von Harold Godwinson, dem Earl of Wessex versucht, Südostwales zu erobern. Im Kampf gegen die Angelsachsen war dabei der walisische König Gruffydd ap Llywelyn, der ab 1055 Herrscher von ganz Wales gewesen war, 1063 getötet worden. Sein Reich zerfiel nach seinem Tod wieder, so dass den normannischen Eroberern nicht ein einzelner walisischer Fürst, sondern eine Vielzahl von sich teils heftig bekämpfenden Fürsten oder Königen gegenüberstanden. König Wilhelm der Eroberer wollte die Gefahr durch walisische Überfälle auf England, wie sie in den 1050er Jahren stattgefunden hatten, bannen, zum anderen wollte er verhindern, dass aufständische angelsächsischen Magnaten von walisischen Fürsten unterstützt wurden, wie es noch 1067 bei Eadric Cild und Edwin von Mercia geschah, die durch Bleddyn ap Cynfyn von Powys unterstützt wurden. Letztlich wollte Wilhelm den Versuch von Harold Godwinson, Südostwales zu erobern, wieder aufnehmen. Zur Umsetzung dieser Ziele übertrug der König dreien seiner Vertrauten die Welsh Marches, die Gebiete entlang der walisischen Grenze. Im Laufe der Eroberung konnte sich jedoch keiner der normannischen Magnaten durchsetzen, sondern es bildeten sich in den Welsh Marches eine Vielzahl von größeren oder kleineren Baronien. Die Inhaber der Baronien, die Marcher Lords, unterstanden nicht dem englischen Recht, doch Wilhelm der Eroberer achtete darauf, dass sie weiterhin Vasallen des englischen Königs blieben.

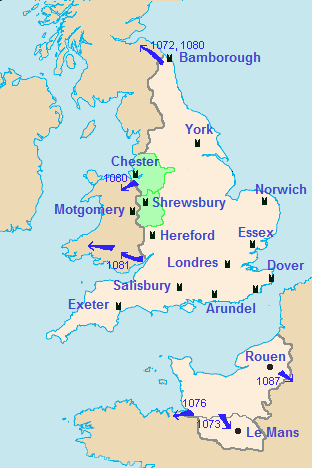
England und die Normandie im 11. Jahrhundert; grün die walisischen Grenzmarken

### Eroberung von Südwales
Bereits kurz nach der normannischen Eroberung Englands ernannte Wilhelm der Eroberer 1067 William FitzOsbern zum Earl of Hereford und beauftragte ihn mit der offensiven Grenzverteidigung gegen Südwales. William FitzOsbern sicherte durch den Bau mehrerer Burgen die normannische Herrschaft über Herefordshire an der walisischen Grenze, dazu begann er bereits um 1067 mit dem Bau von Chepstow Castle auf der walisischen Seite des River Wye. Chepstow wurde zum Ausgangspunkt der Eroberung des walisischen Königreichs von Gwent. Um 1070 schlugen die Normannen unter FitzOsbern ein walisisches Heer von Fürst Rhys ab Owain, dessen Bruder Maredudd ab Owain sowie von Cadwgan ap Meurig von Gwent in Brycheiniog. Nach dem Tod von William FitzOsbern 1071 folgte ihm sein Sohn Roger de Breteuil, der jedoch wegen einer Rebellion gegen den König 1075 seine Besitzungen verlor. Auch wenn dadurch ein einzelner Führer auf normannischer Seite fehlte, drangen die Normannen in Südwales weiter nach Westen vor. Spätestens 1086 errichtete Turstin FitzRolf Caerleon Castle am River Usk. Die nächsten Angriffe der Normannen erfolgten vom River Usk auf das Königreich Morgannwg und von Clifford aus auf Brycheiniog. 1081 unternahm König Wilhelm selbst mit einer starken Armee einen Feldzug nach Wales. Er führte seine Truppen bis nach St Davids im Westen von Wales, so dass zeitgenössische Chronisten den Feldzug nur als Pilgerreise beschrieben. Dennoch war dieser Feldzug eine offene Machtdemonstration des Königs, die dazu führte, dass Rhys ap Tewdwr, der König von Deheubarth, ihm huldigte. Im Gegenzug bestätigte Wilhelm I. Rhys den Besitz von Deheubarth.
Nach dem Tod von Wilhelm dem Eroberer 1087 unterstützte oder zumindest duldete sein Sohn und Nachfolger Wilhelm Rufus neue Angriffe der Marcher Lords auf Südwales. Bernard de Neufmarché eroberte 1093 das Königreich Brycheiniog, in der entscheidenden Schlacht am River Honddu wurde auch Rhys ap Tewdwr, der den König von Brycheiniog unterstützt hatte, getötet. Bernard gründete Brecon Castle als Zentrum seiner neuen Herrschaft Brecknock, als Grenzburgen wurden Burgen wie Hay, Bronllys und Tretower Castle gegründet. Das südlich von Brycheiniog gelegene Königreich Morgannwg war bereits um 1091 von Robert Fitzhamon angegriffen worden. Fitzhamon schlug König Iestyn ap Gwrgan und baute Cardiff Castle als Zentrum seiner neuen Herrschaft Glamorgan aus. Glamorgan erstreckte sich zunächst bis zum River Ogmore, wo Ogmore, Coity und Newcastle als Grenzburgen errichtet wurden. Nach dem Tod von Fitzhamon 1107 setzte sein Schwiegersohn und Erbe Robert of Gloucester die Eroberung des Landes fort, doch die Bergregionen von Glamorgan blieben weiterhin unter walisischer Herrschaft. Dort konnten die Nachfahren von Fürst Caradog ap Gruffydd die Herrschaft Gwynllŵg halten, die Nachfahren von König Iestyn ap Gwrgan das Bergland von Afan zwischen dem River Taff und dem River Neath. Eine dritte walisische Herrschaft hielt sich im Bergland von Senghenydd an der östlichen Grenze von Glamorgan.
Weiter westlich landete der Sheriff von Devon, William FitzBaldwin 1093 an der Mündung des Tywi und errichtete nahe dem heutigen Carmarthen die Burg Rhyd y Gors.

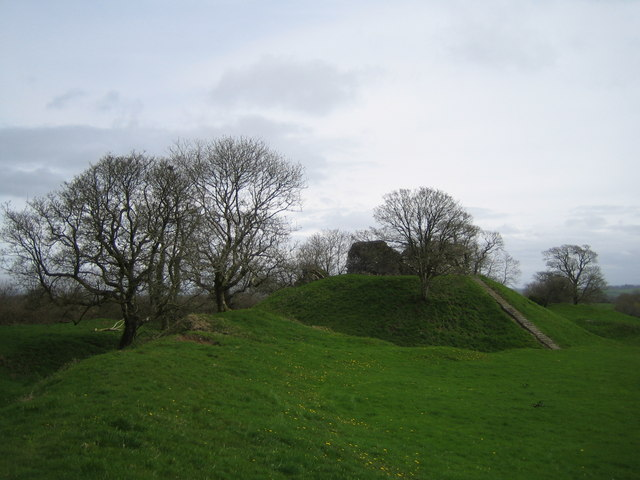
Die Motte von Wiston Castle, eine der im 12. Jahrhundert in Südwestwales errichteten normannischen Burgen

### Angriffe auf Mittelwales
Wilhelm der Eroberer erhob 1071 einen weiteren seiner Vertrauten, Roger de Montgomerie, zum Earl of Shrewsbury. Von seiner neuen Burg Shrewsbury Castle aus sicherte Roger die Grenze zu Mittelwales, dazu kamen zahlreiche Burgen seiner Gefolgsleute. In Montgomery in Wales erbaute Roger eine mächtige, heute Hen Domen genannte Motte. Von Montgomery aus erfolgten Angriffe auf die walisischen Gebiete von Arwystli, Ceri und Cydewain. Dennoch beschränkten sich die Angriffe auf Mittelwales vorerst auf die grenznahen Regionen. Roger ernannte Warin the Bald zu seinem Sheriff. Warin heiratete eine Nichte von Earl Roger und setzte die Angriffe auf Wales fort. Nach Warins Tod folgte ihm Reginald de Bailleul von Oswestry als Rogers Sheriff. Bereits 1073 unternahm Reginald einen Angriff über das Meer auf das weit entfernte Ceredigion in Westwales, wo er in Din Geraint (Cardigan) und Pembroke erste Burgen errichtete. Dieser ersten Expansion nach Westwales folgte erst 1093 ein weiterer Angriff von Rogers Sohn Arnulf, der 1093 Pembroke Castle neu errichtete. Der Sohn und Nachfolger von Roger de Montgomerie, Hugh, fiel 1098 bei einem Angriff auf die Insel Anglesey. Sein Bruder und Nachfolger Robert of Bellême verlor als Anhänger Herzog Roberts Curthose nach einer missglückten Rebellion gegen König Heinrich I. 1102 seine Ländereien.

### Angriffe auf Nordwales
Als dritten Ausgangspunkt für Angriffe auf Wales wählte Wilhelm der Eroberer Chester, wo er um 1069 Chester Castle errichtete und 1071 Hugh d’Avranches zum Earl of Chester ernannte. Dieser eroberte mit seinen normannischen Gefolgsleuten, vor allem mit seinem Cousin Robert of Rhuddlan das walisische Cantref Tegeingl und weitere Gebiete entlang der Küste von Nordwales. 1081 konnte Robert of Rhuddlan den König von Gwynedd, Gruffydd ap Cynan, gefangen nehmen. Gruffydd ap Cynan kam erst um 1094 wieder frei, in dieser Zeit konnten die Normannen weite Teile von Gwynedd besetzen und Burgen in Caerleon, Bangor und Aberlleiniog errichten. Hugh d’Avranches starb 1101, sein Erbe wurde sein siebenjähriger Sohn Richard, der erst 1114 mündig wurde.

## Walisischer Aufstand von 1093 bis 1098
Die normannische Eroberung von Wales schritt zwar langsam, aber stetig voran. In offener Feldschlacht hatten sich die Normannen den Walisern meist überlegen gezeigt, doch durch die Ausdehnung der normannischen Eroberungen bis nach Pembroke waren die Nachschub- und Versorgungslinien sehr lang und damit anfällig für Überfälle geworden. Vermutlich durch die brutale Herrschaft der Eroberer wurden ab 1094 eine Reihe von Aufständen der walisischen Bevölkerung provoziert, die Erhebungen blieben jedoch lokal begrenzt und waren nicht vernetzt. In Ceredigion wurde Dingeraint Castle zerstört, in Gwynedd konnte der gerade frei gekommene Gruffydd ap Cynan Robert of Rhuddlan töten. Cadwgan ap Bleddyn, ein Fürst von Powys, griff die weiten Nachschublinien des Earl of Chester in Nordwales an und belagerte 1096 erfolglos Pembroke Castle. Die Burg Rhyd y Gors in Südwestwales wurde dagegen nach dem Tod von FitzBaldwin von der Garnison verlassen. In Brecknock konnten Gruffydd ab Idnerth und sein Bruder Ifor die Truppen von Bernard de Neufmarche zwar 1095 bei Aber Llech schlagen, doch konnten sie die normannischen Burgen nicht erobern. Um die normannische Herrschaft zu sichern, unternahm König Wilhelm Rufus 1095 und 1097 zwei Feldzüge nach Wales. Den ersten Feldzug führte er gegen Gwynedd, doch die Waliser vermieden eine offene Schlacht und zogen sich in das Bergland von Snowdonia zurück. Abgeschnitten von seinem Nachschub und bedroht durch Angriffe aus dem Hinterhalt, musste sich das königliche Heer nach Chester zurückziehen. Auch während seines zweiten Feldzugs 1097 vermieden die Waliser eine offene Schlacht. Gegen Ende des 11. Jahrhunderts waren die Normannen in Nordwales bis östlich des River Conwy zurückgetrieben worden. Im äußersten Westen blieb Pembroke in normannischer Hand, ebenso wie die Ebenen von Glamorgan, Gwynllwg und Brecknock im Südosten. In der Folge versuchte Wilhelm Rufus, durch Belehnung von walisischen Fürsten wie Cadwgan ap Bleddyn und Gruffydd ap Cynan seine Herrschaft in Wales zu festigen.

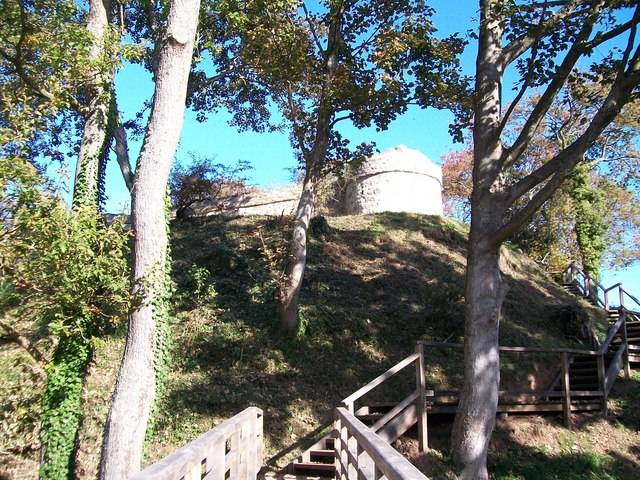
Die normannische Motte von Aberlleiniog Castle auf Anglesey

## Eroberungen unter König Heinrich I.
Nachdem der Bruder und Nachfolger von König Wilhelm II., Heinrich I., seine Herrschaft gegen seinen Bruder Robert Curthose von der Normandie 1106 gesichert hatte, nahm er den Versuch der Eroberung von Wales wieder auf. Dabei musste er sich teilweise gegen die mächtigen anglonormannischen Marcher Lords der Grenzregionen durchsetzen, wobei sich der König nicht scheute, sich im Kampf gegen seine Barone mit walisischen Fürsten zu verbünden. Die Herrschaft über Cydweli und Gower übertrug er dem Waliser Hywel ap Goronwy, und er übergab weitere Gebiete in Ceredigion an Cadwgan ap Bleddyn von Powys. Bereits 1102 hatte er durch Versprechungen erfolgreich Fürst Iorwerth ap Bleddyn von Powys, der anfangs wie seine Brüder Cadwgan und Maredudd die Rebellion von Robert of Bellême, dem ältesten Sohn von Roger de Montgomerie, unterstützt hatte, auf seine Seite gezogen. Nach der Niederschlagung der Rebellion verlor auch Roberts Bruder Arnulf de Montgomery seine Ländereien in Pembrokeshire. Pembroke vergab der König nicht wieder als Lehen an einen seiner Barone, sondern er setzte königliche Vertreter ein, während die Gefolgsleute von Arnulf ihre Lehen teilweise in eigene Baronien umwandeln konnten. Davon profitierte vor allem Gerald of Windsor, der zuvor Arnulf als Constable gedient hatte. Weitere Baronien in Südwestwales entstanden durch Robert FitzMartin um Nevern Castle in Cemais und um Manorbier Castle unter Odo de Barry. Auch in Shrewsbury setzte Heinrich I. statt eines neuen Earl königliche Vertreter ein. In Südwestwales errichtete Richard FitzBaldwin, der Bruder des 1096 verstorbenen William FitzBaldwin, um 1105 unweit des 1096 verlassenen Rhyd y Gors Castle Carmarthen Castle. Diese Burg blieb ebenfalls direkt in königlicher Hand und wurde zur wichtigsten königlichen Burg in Südwestwales. Südlich von Carmarthen errichtete der Vertraute des Königs, Bischof Roger of Salisbury, Kidwelly Castle und gründete die normannische Herrschaft Kidwelly. Zur Sicherung der neuen Territorien siedelte der König nicht nur englische oder normannische, sondern auch flämische Siedler in Südwestwales an. Südöstlich von Kidwelly errichtete Henry de Beaumont um 1106 Swansea Castle und begann mit der Eroberung der Halbinsel Gower. In Ceredigion hatte der Sohn von Cadwgan ap Bleddyn, Owain ap Cadwgan um 1108 die Frau des anglonormannischen Lords Gerald of Windsor entführt und anschließend Überfälle auf englische und flämische Siedler unternommen. Heinrich I. ließ Cadwgan aus Ceredigion vertreiben, das er schließlich an Gilbert de Clare übergab, der schon lange auf eine Möglichkeit gewartet hatte, seine englischen Besitzungen durch Eroberungen in Wales zu erweitern. Gilbert übernahm Cardigan Castle, er und seine Gefolgsleute erweiterten durch den Bau zahlreicher Burgen wie in Aberystwyth ihren Grundbesitz, und durch die Ansiedlung von flämischen und englischen Siedlern festigte er mit System seine Herrschaft.
Nachdem er durch seine Barone bereits große Teile von Südwales unter normannische Herrschaft gebracht hatte, unternahm Heinrich I. 1114 einen Feldzug gegen den alternden Fürsten von Gwynedd, Gruffydd ap Cynan. Das normannische Heer rückte in drei Abteilungen gegen Gwynedd vor, so dass Gruffydd ap Cynan angesichts der normannischen Übermacht keinen offenen Konflikt suchte und sich dem englischen König unterwarf. Auch Owain ap Cadwgan, der das Erbe seines Vaters in Powys angetreten hatte, unterwarf sich dem König. Diese Machtdemonstration war so eindeutig gewesen, dass Gruffydd ap Cynan wenig später nicht den jungen, aus dem irischen Exil zurückgekehrten Gruffydd ap Rhys unterstützte, der ab 1116 versuchte, das Fürstentum seines Vaters Rhys ap Tewdrwr zurückzuerobern. Gruffydds Angriffe scheiterten, doch schließlich gelang es ihm, vermutlich mit Billigung des englischen Königs, ein kleines Territorium um Caeo am Tywi zwischen Lampeter und Llandovery in seinen Besitz zu bringen. Heinrich I. unternahm 1121 noch einen weiteren Feldzug gegen Powys, bei dem sich ihm Fürst Maredudd ap Bleddyn unterwarf. Auch dieser Feldzug wurde nicht zu einer direkten Invasion, sondern blieb eine Machtdemonstration gegenüber den walisischen Fürsten. Unter dem Eindruck dieser Feldzüge blieb Wales zu weiten Teilen unter direkter normannischer Herrschaft oder zumindest Oberherrschaft. Erst unter König Eduard I. erreichte die anglonormannische Herrschaft über Wales die Ausdehnung und das Ausmaß der normannischen Herrschaft zur Zeit Heinrichs I., denn nach dessen Tod war es 1136 in weiten Teilen von Wales zu einem Aufstand gegen die Herrschaft der Normannen gekommen.

## Aufstand nach dem Tod von Heinrich I.
Der erste überlieferte Angriff erfolgte im Jahr 1136, als eine normannische Streitmacht in Gower eine vernichtende Niederlage gegen aufständische Waliser aus Brycheiniog erlitt. Im April des Jahres wurde Richard FitzGilbert de Clare, der Lord von Ceredigion, in einem Hinterhalt des walisischen Fürsten Morgan ab Owain in Gwent getötet. Nach dem Tod des Lords von Ceredigion schlugen die Söhne von Gruffydd ap Cynan und der mit ihnen verbündete Gruffydd ap Rhys die Normannen in Ceredigion in der Schlacht von Crug Mawr. Die vernichtende Niederlage der Normannen bedeutete den Zusammenbruch der normannischen Herrschaft in diesem Teil von Westwales. Auch aus Cantref Bychan, aus Carmarthen und selbst aus Caerleon in Südostwales wurden die Normannen vertrieben. Da die wichtigsten normannischen Barone von Wales wie Robert of Gloucester und Ranulf of Chester in den Bürgerkrieg um die Thronfolge in England verwickelt wurden, konnten sie sich nicht um die Rückeroberungen der verlorenen Gebiete kümmern. In der Folge eroberten vor allem die Fürsten von Deheubarth weitere Teile von Südwales und die Fürsten von Gwynedd den Nordosten von Wales zurück. Erst nach dem Ende des Bürgerkriegs unternahm der neue König Heinrich II. ab 1157 mehrere Feldzüge nach Wales, um die anglonormannische Herrschaft wiederherzustellen.

## Feldzüge von Heinrich II. gegen Wales
Der erste Feldzug Heinrichs II. richtete sich gegen Gwynedd. Unterstützt durch Bündnisse mit mehreren walisischen Fürsten und einer normannischen Flotte fiel die anglonormannische Armee in Nordwales ein. Zwar konnten die Waliser der Flotte bei einem Angriff auf Anglesey schwere Verluste zufügen und in einem Hinterhalt am Coleshill Heinrich II. fast töten, doch die anglonormannische Übermacht zwang Owain Gwynedd zu einem Friedensschluss, in dem er Heinrich huldigen und ihm Teleingl westlich des River Dee übergeben musste. Auch Rhys ap Gruffydd, der Fürst von Deheubarth, hatte sich 1157 dem König unterworfen, doch bereits kurz darauf wieder Gebiete der Marcher Lords in Südwestwales erobert. Darauf führte der König im Sommer 1158 eine Armee gegen Deheubarth. Rhys ab Gruffydd unterwarf sich erneut dem König und übergab Ceredigion wieder an Roger de Clare und Cantref Bychan an Walter de Clifford. Anschließend reiste der König im August nach Frankreich.
Nachdem Rhys ap Gruffydd 1162 erneut Ceredigion angegriffen hatte, führte Heinrich II. 1163 wieder eine Armee nach Deheubarth, wo sich ihm Rhys ap Gruffydd ergeben musste. Heinrich II. nahm ihn in ehrenvoller Haft mit nach Worcester, wo Rhys ihm zusammen mit Owain Gwynedd und weiteren walisischen Fürsten huldigen musste. Dennoch kam es in Wales zu neuen Kriegen zwischen den Marcher Lords und den walisischen Fürsten. Heinrich II. plante deshalb für 1165 einen neuen Feldzug gegen Gwynedd. Gegen die befürchtete Invasion kam es zu einem Bündnis der walisischen Fürsten unter Führung von Owain Gwynedd. Der gut vorbereitete Feldzug des Königs wurde fast zu einer Katastrophe, als die anglonormannische Armee im sommerlichen Dauerregen schwere Verluste erlitt und sich schließlich nach England zurückziehen musste.
Nachdem Gwynedd nach dem Tod von Owain Gwynedd 1170 durch die Nachfolgekriege seiner Söhne zerfiel, war der inzwischen Lord Rhys genannte Rhys ap Gruffydd von Deheubarth zum mächtigsten walisischen Fürsten geworden. Auf dem Weg zu einem Feldzug nach Irland traf Heinrich II. ihn 1171 in Pembroke, dort und während seiner Rückreise im darauf folgenden Jahr trafen die beiden eine Übereinkunft, in dem der englische König die Herrschaft von Lord Rhys über weite Teile von Südwestwales anerkannte und ihn zum königlichen Justiciar für Südwales ernannte. Im Gegenzug versuchte Lord Rhys dort den Frieden zwischen Anglonormannen und Walisern zu sichern.
Die aufwändigen Feldzüge Heinrichs II. hatten die Position der Anglonormannen in Wales nicht nachhaltig verbessern können. Der 1171 zwischen Heinrich II. und Lord Rhys vereinbarte Frieden zwischen Anglonormannen und Walisern in Südwales hielt bis zum Tod von Heinrich II. Zwischen den walisisch beherrschten Gebieten, die Pura Wallia genannt wurden, und den Gebieten der Welch Marches, der Marcha Wallie, bildete sich ein labiles Gleichgewicht, und in den nächsten 100 Jahren kam es zu keinen nennenswerten Gebietsverschiebungen zwischen den beiden Regionen. Erst durch die Eroberungskriege von Eduard I. konnten die Anglonormannen Wales erobern.